# Чижово (Бежецький район)
Чижово (рос. Чижово) — село в Бежецькому районі Тверської області Російської Федерації.
Населення становить 77 осіб. Входить до складу муніципального утворення Пореч'євське сільське поселення.

## Історія
Від 2005 року входить до складу муніципального утворення Пореч'євське сільське поселення.

## Населення
| 1859 | 1897 | 2008 | 2010 |
| ---- | ---- | ---- | ---- |
| 727  | ↗974 | ↘95  | ↘77  |